# Sekretarze ds. wojny (Wielka Brytania)
Sekretarz ds. wojny (ang. Secretary at War) – brytyjski urząd ministerialny odpowiadający za organizację i administrację armii brytyjskiej, ale nie za politykę wojskową, którą prowadził minister wojny. Urząd został zniesiony w 1854 r.

## Sekretarze ds. wojny
| Sekretarz                                         | Czas urzędowania |
| ------------------------------------------------- | ---------------- |
| William Clarke                                    | 1661–1666        |
| Matthew Locke                                     | 1666–1683        |
| William Blathwayte                                | 1684–1692        |
| George Clarke                                     | 1692–1704        |
| Henry St John                                     | 1704–1708        |
| Robert Walpole                                    | 1708–1710        |
| George Granville                                  | 1710–1712        |
| William Wyndham                                   | 1712–1713        |
| Francis Gwyn                                      | 1714–1714        |
| William Pulteney                                  | 1714–1717        |
| James Craggs Młodszy                              | 1717–1718        |
| Christopher Wandesford, 1. wicehrabia Castlecomer | 1718–1718        |
| Robert Pringle                                    | 1718–1718        |
| George Treby                                      | 1718–1720        |
| Thomas Trevor                                     | 1720–1724        |
| Henry Pelham                                      | 1724–1730        |
| William Strickland                                | 1730–1735        |
| William Yonge                                     | 1735–1741        |
| Thomas Winnington                                 | 1741–1746        |
| Henry Fox                                         | 1746–1755        |
| William Barrington, 2. wicehrabia Barrington      | 1755–1761        |
| Charles Townshend                                 | 1761–1762        |
| Welbore Ellis                                     | 1762–1765        |
| William Barrington, 2. wicehrabia Barrington      | 1765–1778        |
| Charles Jenkinson                                 | 1778–1782        |
| Thomas Townshend                                  | 1782–1782        |
| George Yonge                                      | 1782–1783        |
| Richard FitzPartick                               | 1784–1783        |
| George Yonge                                      | 1784–1794        |
| William Windham                                   | 1794–1801        |
| Charles Philip Yorke                              | 1801–1803        |
| Charles Bragge                                    | 1804–1804        |
| William Dundas                                    | 1804–1806        |
| Richard FitzPartick                               | 1806–1807        |
| James Murray-Pulteney                             | 1807–1809        |
| Granville Leveson-Gower                           | 1809–1809        |
| Henry Temple, 3. wicehrabia Palmerston            | 1809–1828        |
| Henry Hardinge                                    | 1828–1830        |
| Francis Leveson-Gower                             | 1830–1830        |
| Charles Watkin Williams-Wynn                      | 1830–1831        |
| Henry Parnell                                     | 1831–1832        |
| John Hobhouse                                     | 1832–1833        |
| Edward Ellice                                     | 1834–1834        |
| John Charles Herries                              | 1834–1835        |
| Henry Grey, wicehrabia Howick                     | 1835–1839        |
| Thomas Babington Macaulay                         | 1839–1841        |
| Henry Hardinge                                    | 1841–1844        |
| Thomas Fremantle                                  | 1844–1845        |
| Sidney Herbert                                    | 1845–1846        |
| Fox Maule                                         | 1846–1852        |
| Robert Vernon Smith                               | 1852–1852        |
| William Beresford                                 | 1852–1852        |
| Sidney Herbert                                    | 1852–1854        |